# Fredsrörelsen

En duva är en vanligt förekommande symbol för fred.

Fredsrörelsen är en social rörelse som verkar för nedrustning och konfliktlösningar utan våld. Ofta används symbolerna fredsduvan eller kärnvapennedrustningssymbolen inom rörelsen.

## Historia
Den första fredsrörelsen i Europa var sannolikt Gudsfreden som startade år 989 för att skydda medborgarnas fredliga liv mot riddarnas våld.[källa behövs]
Den moderna fredsrörelsen har sina rötter 1815 när fredsorganisationer etablerades i USA och England. Fredskongresserna på 1840-talet förde åtminstone korrespondens med svenskar och Fredrika Bremer omgicks med den då kända fredskämpen Elihu Burritt.
Under senare delen av 1800-talet växte det fram en borgerlig pacifistisk fredsrörelse som en reaktion på den tilltagande nationalismen och militarismen. År 1892 bildades Internationella fredsbyrån, IPB, och inte långt därefter hölls den första mellanstatliga nedrustningskonferensen.
Kring sekelskiftet 1900 skedde en radikalisering av fredsrörelsen, då socialister inte vände sig bara mot krig mellan stater utan också mot militären försvarade den bestående samhällsordningen.
Efter första världskriget uppfylldes en av den liberala fredsrörelsens dröm om en internationell organisation. Nationernas Förbund (NF) bildades och många fredsgrupper arbetade sedan för att ge NF stöd. Antimilitarister startade War Resisters International, WRI.
Efter Andra världskriget bildades Förenta Nationerna, FN, som blev kraftfullare än NF. Krig mellan stater är förbjudet, FN-stadgan artikel 2.4
"Alla medlemmar skola i sina internationella förbindelser avhålla sig från hot om eller bruk av våld, vare sig riktat mot någon annan stats territoriella integritet eller politiska oberoende, eller på annat sätt oförenligt med Förenta Nationernas ändamål"
I USA startades Fellowship of Reconciliation. I Indien införde självständighetsrörelsen (bl.a. Gandhi) ett nytt sätt att handla politiskt genom icke-våldsaktioner. I Europa har efterkrigstidens fredsrörelser dels handlat om motstånd mot kärnvapenupprustningen, dels om motstånd mot kolonialkrig, framförallt det i Algeriet och de i Vietnam - en organisation var Svenska Vietnamkommittén.
Toppar i fredsengagemanget inträffade bland annat före första världskriget, vid 1950-talets slut och med 1980-talets växande rädsla för atomvapenkrig. Fredsrörelser i många länder samlade stora skaror i demonstrationer mot Irakkriget, då USA 2003 utan FN-mandat angrep Irak.
Delar av den västeuropeiska fredsrörelsen under det kalla kriget har ansetts vara kontrollerad av Sovjetunionen och dess ombud. Detta gällde framförallt Världsfredsrådet  och den första kongressen för intellektuella för försvar av freden, dit många kända konstnärer bjöds in, samt under 1980-talet Generale für den Frieden, där avgångna, tidigare ledande, Nato-officerare medverkade.

## Fredsrörelsen i olika länder

### Israel

#### Allmänt
Det gemensamma målet för Israels fredsrörelse är att få ett slut på ockupationen, slut på illegala bosättningar och upprättandet av ett rättssamhälle för alla. Men i andra avseende finns åtskilliga skillnader. Det kan röra sig om konflikt mellan vänster och höger, Delar av fredsrörelsen har samhörighet med rörelsen för global rättvisa och har på programmet ekonomisk demokrati, ekologi och klasskamp, medan andra ser ockupationen som en fristående politisk fråga. En viktig skillnad har även blivit synen på det framtida Israel. Traditionellt har fredsrörelsen i Israel varit sionistisk. Man vill ha ett säkert hem för världens alla judar och man menar att ockupationen skadar den sionistiska tanken eftersom den i verkligheten hotar den judiska staten. Det är för en sionistisk fredsaktivist självklart med en tvåstatslösning där de ockuperade territorierna bör överlämnas till en palestinsk stat och Jerusalem bli en internationell zon. Stora delar av fredsrörelsen radikaliserades emellertid efter omkring 2000 Flera förespråkar numera en enstatslösning. Det förekommer att man säger sig vara »antisionister«  och vill ha en sekulär, etniskt mångfaldig stat.
En viktig del av fredsrörelsen arbete handlar om solidaritet. Man hjälper palestinska bönder att skörda och skyddar dem mot fanatiska bosättare som attackerar dem. Man ger juridisk rådgivning och transporterar mediciner till behövande.
Fredsrörelsens aktivister i Israel har det svårare än fredsaktivister i många andra länder. De hatas av sin landsmän, betraktas som landsförrädare och ”självhatande judar”. När de demonstrerar möts de av poliser eller bosättare. De blir beskjutna med tårgas och gummikulor. De arresteras ibland. Samtidigt får de nästan ingen uppmärksamhet i israeliska medier.
Militär och polis är oftast på plats och försöker hindra demonstrationerna. Många i fredsrörelsen anser att de är övervakade av den interna underrättelsetjäras Shabak. De tror att telefonerna avlyssnas, att deras e-post läses och att shabak har informatörer inom grupperna: De har svårt att förstå hur annars deras aktioner alltid tycks vara kände i förväg av polisen.

#### Olika organisationer
Breaking the Silence (Shovrim Shtika) grundades 2004 av israeliska soldater och veteraner. Deras uppgift är att sprida vittnesmål från övergrepp och attacker på civila på ockuperad mark.
Combatants for peace grundades 2002 och ordnar möten mellan palestinier och israeler för att öka förståelse mellan folken. Man deltar också i icke-våldsaktioner mot ockupationen.
New profile är en feministisk grupp som bildades 1998. Man vill genom information och rådgivning omvandla Israel till ett »civilt samhälle«. New Profile protesterar mot militariseringen av Israel. Man informerar om militariseringens baksidor och ger stöd och råd till ungdomar som inte vill göra militärtjänst. Gruppen har åtalats för statsfientlighet och uppvigling men har inte blivit dömd.
Ta'ayush (»samexistens«) startade hösten 2000 och arbetar mot ockupationen och diskrimineringen genom konkret samarbete med palestinier. Man ordnar regelbundet icke-våldsaktioner och utför solidaritetsarbete.
Yesh din som grundades 2005, arbetar mot bosättningarna och för mänskliga rättigheter på de ockuperade områdena
Anarchists against the wall utför demonstrationer mot ockupationen i närheten av muren.
Refuseniks startade då i januari 2002 ett femtiotal reservofficerare och soldater signerade »Combatant's letter«, där de deklarerade att de vägrade strida på de ockuperade områdena. I september 2003 skrev ett tjugotal reserv- och expiloter under ett »Pilot's letter« där de riktade skarp kritik mot angreppen på den palestinska civilbefolkningen och sade sig vägra delta. Combatants for Peace startades av personer som uteslutits ur Refuseniks eftersom de inte var tillräckligt sionistiska och ville samarbeta med palestinier.
Machsom Watch har som huvudsaklig verksamhet att vara observatörer vid checkpoints för att dokumentera trakasserier och övergrepp.
Coalition of Women for Peace är en paraplyorganisation för ett antal kvinnogrupper som arbetar mot ockupationen, startad 2000. De grupper som grundade koalitionen är Machsom Watch, Noga Feminist Journal, Women in Black (motsvarighet i Sverige:Kvinnor i svart), The Fifth Mother, TANDI, Bat Shalom, New Profile och NELED.
Peace Now är den största, men mindre radikala fredsorganisationeni Israel. Den arbetar för att få Israels invånare och regering att acceptera en rättvis fred med palestinierna och angränsande arabländer.
B'Tselem är ett israeliskt informationscentrum för mänskliga rättigheter i de av Israel ockuperade områdena. Det bildades 1989 av en grupp akademiker, jurister, journalister och medlemmar av Knesset.
Rabbiner för mänskliga rättigheter är en organisation bestående av israeliska rabbiner som säger sig vilja ge röst åt den judiska traditionen att arbeta för mänskliga rättigheter.
Gush Shalom, är en fortsättning på den judisk-arabiska kommittén mot utvisningar, som protesterade mot utvisning utan rättegång av 415 palestinska islamistiska aktivister till Libanon i december 1992.
Sabeel är en kristen ekumenisk solidaritetsorganisation. med bas i Jerusalem.
Kairos palestina är en kristen organisation som är känd framförallt för att 2009 ha gett ut dokumentet Ett sanningens ögonblick[1] ("A Moment of Truth”), även känt som Kairosdokumentet.
Ytterligare några organisationer är Jewish Voice for peace, Dor Shalem - Doresh Shalom, Parents Circle.  Families Forum och PNGO,

### Storbritannien
År 1908 bildades  National Peace Council (NPC) sedan den 17:e Universella fredskongressen hade ägt rum i London. Dess primära uppgift var att möjliggöra samråd och gemensamma aktiviteter för de anslutna medlemmar och skapa opinion. NPC ersättas år 2001 av Nätverket för fred.
Från 1934 fick Peace Pledge Union många anhängare som lovade "jag tar avstånd från krig och kommer aldrig att stödja ett krig". Stödet för organisationen minskade avsevärt i och med krigsutbrottet 1939.
Efterkrigstidens fredsrörelse i Storbritannien inriktades till en början framförallt på upplösningen av det brittiska imperiet och motstånd mot imperialismen i USA och Sovjetunionen. Antikärnvapenrörelsen i början av 1950-talet var i början inriktad på små kommittéer för direkt aktion (och organiserade 1958 den första av Aldermastonmarscherna. DAC gick senare samman med den större Kommitté 100 (United Kingdom) som var inriktad på civil olydnad i form av sittdemonstrationer i centrala London och vid kärnvapenbaser runt om i Storbritannien. Vietnam Solidarity Campaign anordnade flera mycket stora och våldsamma demonstrationer mot Vietnamkriget. Fredsrörelsen kom senare att domineras av fredslägerrörelsen.
I början av 2003 samlades freds- och antikrigsrörelsen under benämningen Stop the War Coalition.  Protesterna mot invasionen av Irak var särskilt högljudd i Storbritannien. Vid ett protestmöte samlades över två miljoner människor i Hyde Park.

### Sverige

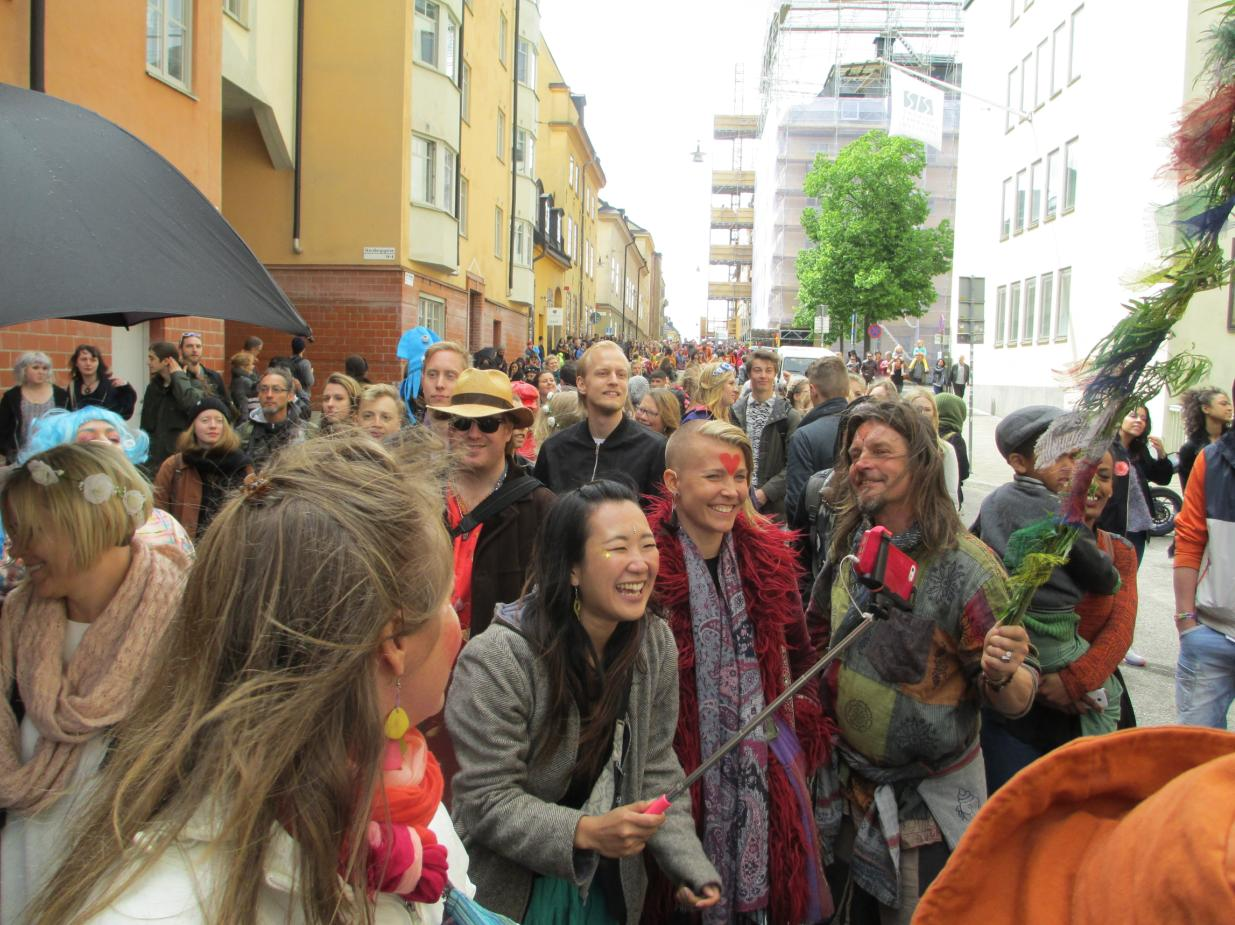
Fred- och Kärlekståget med hundratals deltagare gick från Mariatorget till Vitabergsparken i Stockholm i maj 2015.

Bland de större fredsorganisationerna i Sverige kan nämnas Svenska Freds- och Skiljedomsföreningen, Kristna Fredsrörelsen, Kvinnor för fred, Internationella kvinnoförbundet för fred och frihet, Svenska muslimer för fred och rättvisa, Internationella arbetslag, Läkare mot kärnvapen och Artister för fred och andra yrkesgrupper mot kärnvapen. Därtill finns Sveriges fredsråd, en paraplyorganisation som samlar vissa fredsorganisationer i Sverige.
Till detta kan läggas Svensk-irakiska solidaritetskommitén, Irakiska demokratiska föreningen, Somaliska föreningen, Svensk-kubanska föreningen, Svenska fredskommitén, Svenska kvinnorsvänsterförbund.
Svenska freds- och skiljedomsföreningen (SFSF), vardagligt kallad Svenska Freds, har drygt 16000 medlemmar  och nio lokalföreningar. Organisationen har sitt säte i Stockholm och ger ut tidningen Pax (latin för "fred") samt podcasten Fredspodden. Svenska freds startades 1883 av riksdagsledamoten Klas Pontus Arnoldson och är världens äldsta ännu aktiva fredsorganisation. Historiskt har organisationen bland annat drivit igenom rätten till vapenfri tjänst under 1920-talet, varit med och stoppat militärens planer på att skaffa kärnvapen under 1950-och 1960-talet, initierat den svenska kampanjen för ett förbud mot minor och den svenska kampanjen för ett förbud mot klustervapen samt drivit kravet på ett demokratikriterium i regleringen av svensk vapenexport (2018 trädde en ny lag i kraft som inkluderar ett demokratikriterium). Idag ägnar sig Svenska Freds åt frågor som rör svensk vapenexport, nedrustning, försvars-och säkerhetspolitik och hållbar fred och säkerhet. Organisationen är dessutom med i flera internationella nätverk och samarbeten, exempelvis The European Network Against Arms Trade (ENAAT), Control Arms, International Campaign to Abolish Nuclear Weapons (ICAN) och Campaign to Stop Killer Robots.  Deras vision är hållbar fred i världen. 
Kristna Fredsrörelsen (KrF) är en icke-våldsrörelse som utgår från evangeliets budskap och genom detta vill verka för fred och rättvisa, nedrustning och samhälle befriat från våld. Organisationen är en ekumenisk rörelse som samlar folk från olika kristna traditioner liksom även människor utan kyrklig förankring. Kansliet finns i Stockholm.
Aktionsgruppen mot svensk atombomb, AMSA, var verksam omkring 1960 då flera partier ansåg att Sverige skulle skaffa kärnvapen.
Palestinagrupperna arbetar med ungefär samma målsättning som fredsrörelsen i Israel.

#### Kända personer
Kända svenskar inom fredsrörelsen är bland andra Ada Nilsson, Elin Wägner, Nathan Söderblom, Emilia Fogelklou, Per Anders Fogelström, Alva Myrdal, Inga Thorsson och Maj-Britt Theorin.

### Tyskland

#### Före andra världskriget
1869 bildades i Tyskland den pacifistiska gruppen Gesellschaft für Friedensfreunde. Bertha von Suttner, som skrivit romanen Ned med vapnen!, bildade 1892 i Berlin Deutsche Friedensgesellschaften, den äldsta ännu existerande tyska fredsorganisationen. Hon fick 1905 Nobels fredspris och kan genom deras personliga vänskap ha varit den som under 1890-talet influerade Alfred Nobel att instifta ett fredspris.
Under Första världskriget organiserade fredsorganisationer humanitärt stöd till krigsdrabbade områden. I november 1914 bildades Bund Neues Vaterlandmed målsättning att främja överstatliga organisationer och fredlig tävlan mellan nationer.
Spartakusförbundet som uppstod 1918 arbetade för en socialistisk revolution som effektivt skulle förhindra framtida krig. Karl Liebknecht och Otto Rühle röstade i riksdagen mot ytterligare krigsanslag. Efter Novemberrevolutionen 1918 närmade sig liberala pacifistorganisationer och socialista antimilitaristiska organisationer varandra. Carl von Ossietzky och Kurt Tucholsky bildade 1919 Friedensbund der Kriegsteilnehmer. Man startade 1920 aktionsgruppen "Aldrig mera krig", som under de följande åren genomförde stora massdemonstrationer. Erich Maria Remarque skrev antikrigsromanen På västfronten intet nytt. I Berlin skapades 1925 ett antikrigsmuseum.
Journalister som argumenterade för att Tyskland skulle leva upp till Versaillesfördraget, dömdes redan under Weimarrepubliken för förräderi[källa behövs]. För nazisterna var fredsrörelsen en utlöpare av världsjudendomen och en vän till ärkefienden Frankrike. Jämte marxism och judendom betraktade nazisterna pacifismen som en huvudfiende mot "Det Tyska". Man kritiserade även närmandet mellan kyrkorna, kristna pacifister och Nationernas förbund och såg det som ett svek mot Tyskland. Fram till 1929 tog de pacifistiska organisationerna inte nazistpartiet på riktigt allvar[källa behövs]. Men efter de allmänna valen 1930 då Nationalsocialisterna blev det näst starkaste partiet, tog man strid mot den anda av hämnd, fascism och krig som Hitler företrädde. På en del håll ordnades motdemonstrationer mot nazisterna. Efter Hitlers tillträde som förbundskansler 1933 arbetade man för en enhetsfront mot fascismen. Småningom förbjöds fredsorganisationerna. En del av dess medlemmar flydde utomlands, en del sattes i koncentrationsläger, andra avrättades.
När Tyskland invaderade Polen 1939 vägrade en del inkallde att göra krigstjänst. Flera vapenvägrare sattes i koncentrationsläger eller avrättades.

#### Tiden närmast efter Andra världskriget
Efter andra världskriget ledde det kalla kriget mellan supermakterna USA och Sovjetunionen till en uppdelningen av Europa i fientliga block.
Efter grundandet av Nato 1949 föreslog förbundskansler Konrad Adenauer och hans parti, CDU, att Tyskland skulle integreras ekonomiskt, politiskt och militärt i den västliga alliansen. I samband därmed uppstod rörelsen Ohne mich ("Utan mig"), med stöd av fackföreningar, intellektuella, kvinnogrupper och kristna grupper. Även Västtysklands kommunistparti deltog. På grund av Adenauers erbjudande om ett hemligt militärt bidrag till USA utan att samråda med regeringen avgick inrikesministern Gustav Heinemann 1952. Han lämnade CDU och skapade ett nytt parti, "Alltyska folkpartiet". Partiet fick dock vid de kommande valen endast få röster.

#### Antikärnvapenrörelsen
I april 1957 protesterade 14 framstående forskare mot den västtyska regeringens planer på att utrusta Bundeswehr med kärnvapen. Rörelsen Bekämpa atomdöden som uppstod ordnade massdemonstrationer mot kärnvapen. Efter 1960 ordnades endast årliga påskmarscher.

#### Motståndet mot Vietnamkriget
Det socialistiska tyska Studentförbundet genomförde under ledning av Rudi Dutschke 1967 en stor konferens om Vietnam i Västberlin. Konferensen avslutades med den största demonstration som dittills hållits mot kriget. Antalet vapenvägrare ökade kraftigt under slutet av 1960-talet och början av 1970-talet.

#### Fredsrörelsen under 1980-talet
Fredsrörelsen i Västtyskland liksom andra länder i Europa aktiverades påtagligt efter Natos dubbelbeslut i december 1979. Beslutet innebar utplacering av nya medeldistansrobotar (Pershing II) och kryssningsrobotar (Tomahawk) i Västeuropa, samtidigt som man skulle förhandla med Sovjetunionen om att dra tillbaka de utplacerade robotarna såväl som Sovjetunionens Pioner-robotar. Under 1980-talets fredsrörelse var protesterna i många länder oftast lugna, och kravallerna få.[källa behövs]

### USA
Under det kalla kriget blev Progressiva partiet i slutet av 1940-talet ett centrum för fredsrörelsen. Partiet arbetade bland annat för att förbjuda kärnvapen. Under Vietnamkriget samlades olika grupper, inte minst vid universiteten, till stora fredsdemonstrationer. Soldater som deltagit i kriget bildade Vietnam Veterans Against the War.
Under 1980-talet protesterade grupper som Nuclear Freeze och Beyond War mot kärnvapenkapprustningen. När president George H W Bush planerade ett Mellanösternkrig som svar på Iraks invasion i Kuwait hann protesterna knappt komma i gång förrän kriget var över.
Under 1990-talet arbetade fredsrörelsen för en lösning av Israel-Palestina-konflikten och mot de sanktioner som införts mot Irak. En del fredsaktivister förde in medicin i Irak och bröt därmed mot USA:s lag och fängslades. Bland fredsgrupperna fanns nu Voices in the Wilderness och Fellowship of Reconciliation. Jewish Voice for Peace (JVP) är en amerikansk organisation som inspirerad av den judiska traditionen arbetar för fred, social rättvisa, jämställdhet, mänskliga rättigheter, respekt för folkrätten, och för en amerikansk utrikespolitik baserad på dessa ideal.
Före och under Irakkriget, som startade i mars 2003, genomfördes mycket stora protester runtom i USA liksom i många andra länder. Fredsaktivister samlades bland annat i  United for Peace and Justice, CODEPINK (Women Say No To War), Military Families For Peace, Military Families Speak Out (MFSO), Not In Our Name, A.N.S.W.E.R., Veterans for Peace, och The World Can't Wait.
Hösten 2007, då det fanns risk för att USA och Israel skulle anfalla Iran,  varnade olika grupper, som Campaign for Nuclear Disarmament, CASMII och Code Pink för ett krig där kärnvapen skulle komma till användning.

## Några mottagare av Nobels fredspris
Nobels fredspris har ofta tilldelats aktiva i olika fredsorganisationer. Många fredspris har inte levt upp till krav såsom har formulerats i Alfred Nobels testamente .
- 1905	Bertha von Suttner,	engagemang i fredsrörelsen
- 1908	Klas Pontus Arnoldson,		grundare av Svenska freds- och skiljedomsföreningen
- 1930	Nathan Söderblom,	ledare för den ekumeniska rörelsen
- 1931	Jane Addams,		president för WILPF, IKFF
- 1946	Emily Greene Balch,	för hennes arbete i WILPF
- 1961	Dag Hammarskjöld, postumt förstärkning av FN-organisationen
- 1964	Martin Luther King,	kampanj för medborgerliga rättigheter
- 1969   Internationella arbetsorganisationen, ILO,
- 1977	Amnesty International,		människorättsarbete för samvetsfångar
- 1982	Alva Myrdal,			nedrustningsarbete genom FN:s försorg
- 1984	Desmond Tutu,			arbete mot apartheid
- 1985	Internationella läkarrörelsen mot kärnvapen, information kring katastrofala följder av mot kärnvapen
- 1987	Oscar Arias Sánchez,		fredsarbete i Centralamerika,
- 1999	Läkare utan gränser,		för humanitära insatser på alla kontinenter
- 2017	International Campaign to Abolish Nuclear Weapons (ICAN)		"för deras arbete med att uppmärksamma de katastrofala humanitära konsekvenserna av all användning av kärnvapen, och för deras banbrytande insatser för att åstadkomma ett fördragsbaserat förbud mot sådana vapen"[15]